# Pseuderanthemum laxiflorum
Pseuderanthemum laxiflorum är en akantusväxtart som beskrevs av Hubbard och Liberty Hyde Bailey. Pseuderanthemum laxiflorum ingår i släktet Pseuderanthemum och familjen akantusväxter. Inga underarter finns listade i Catalogue of Life.

## Bildgalleri

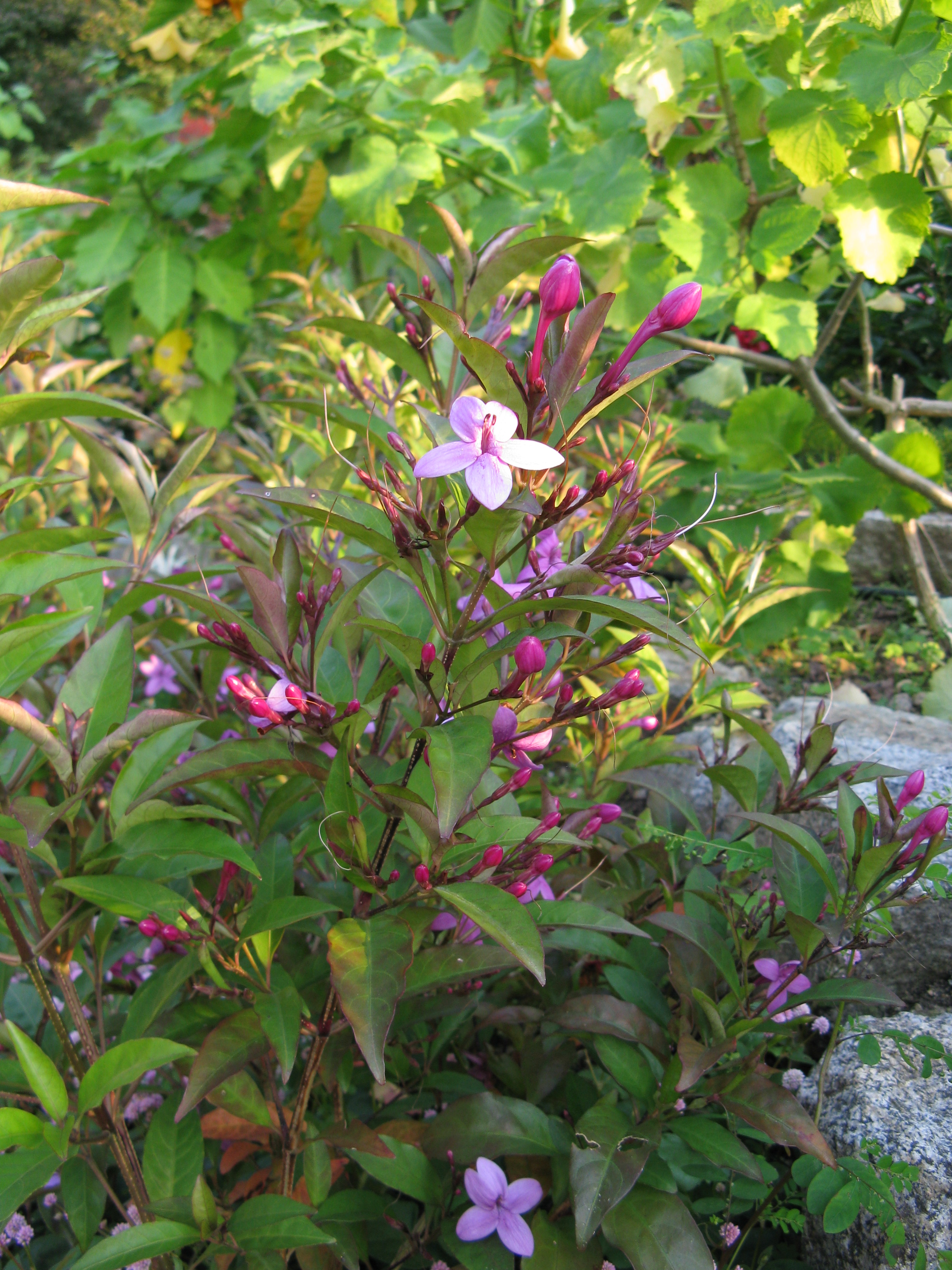
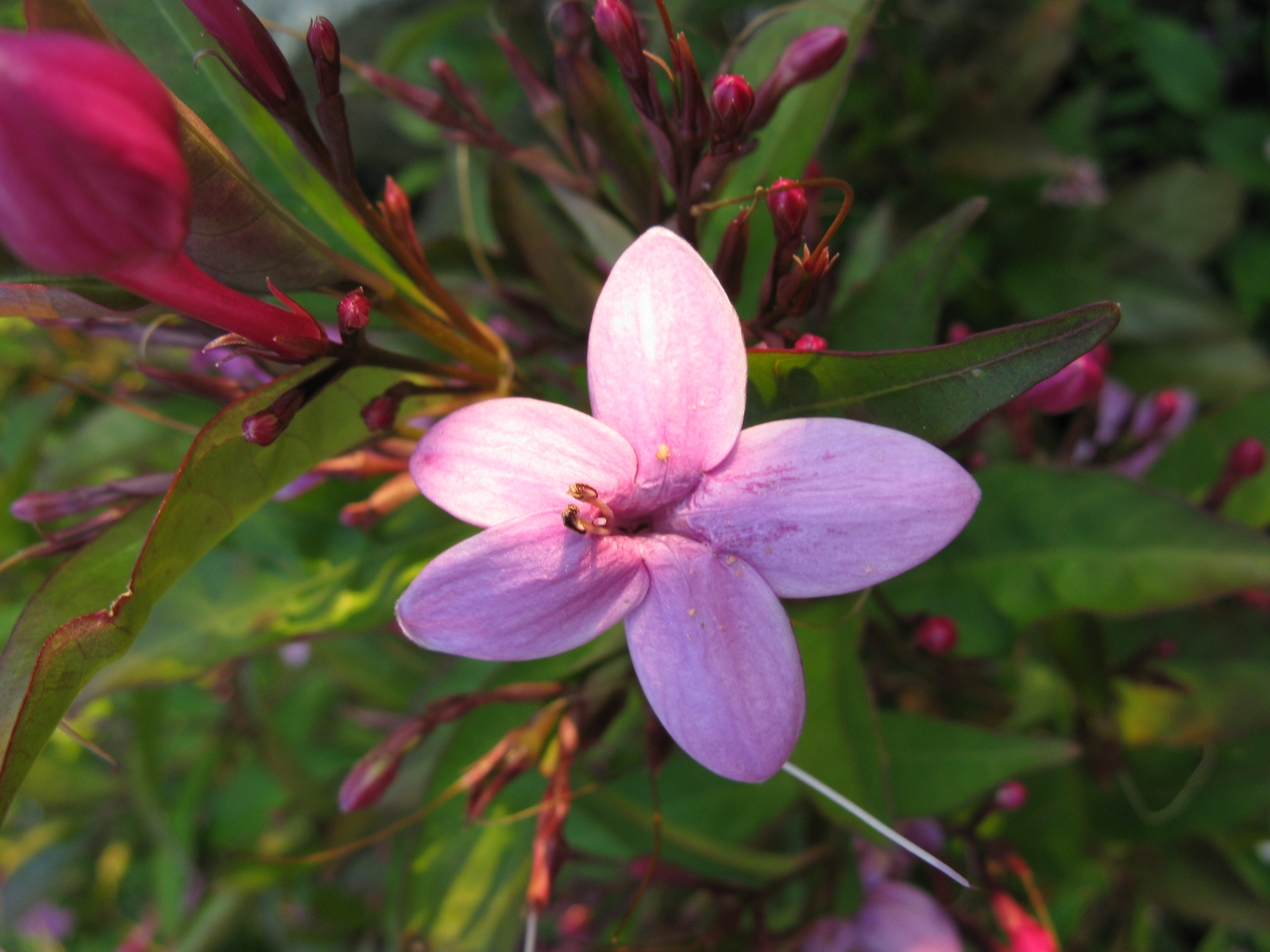
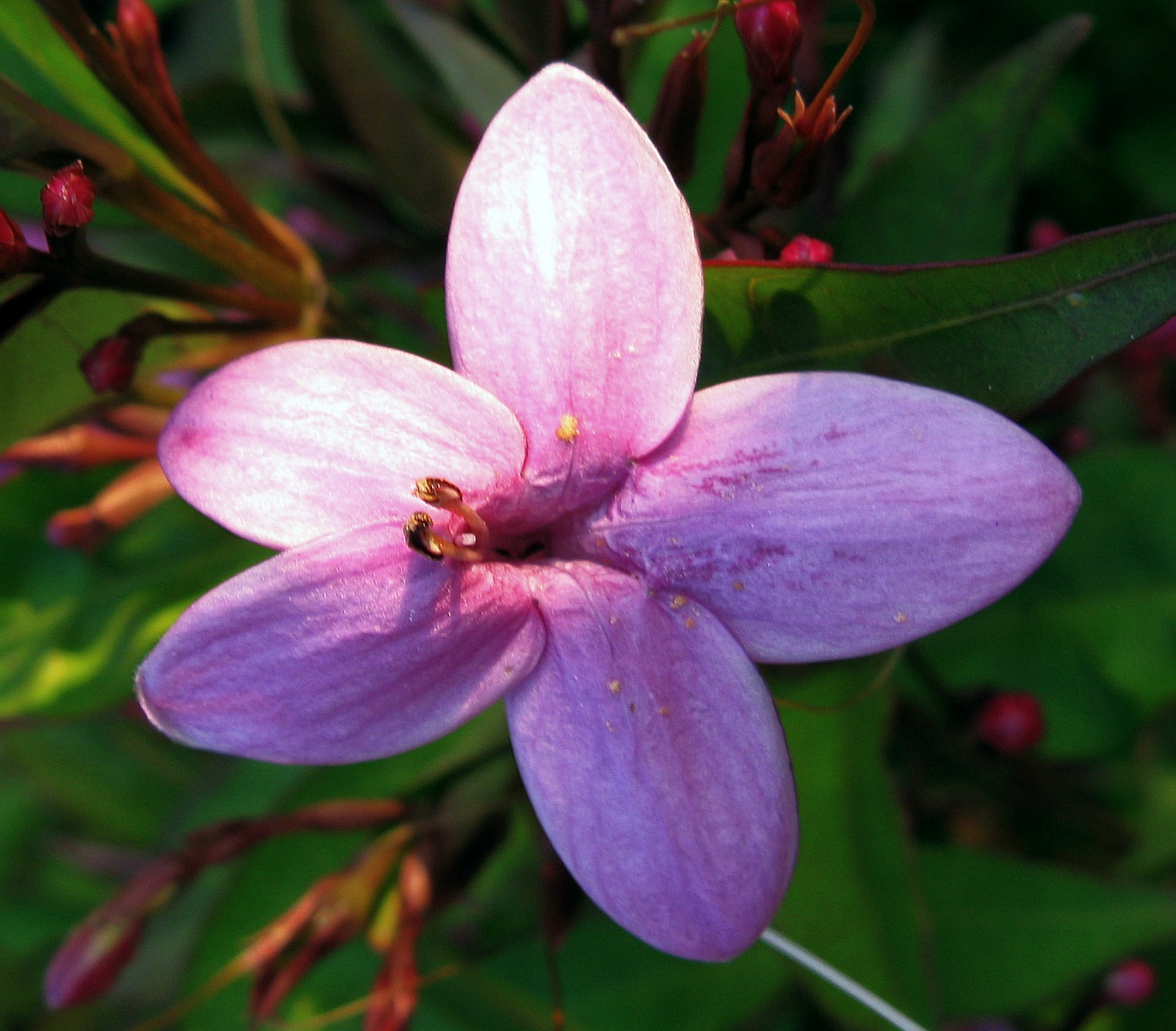
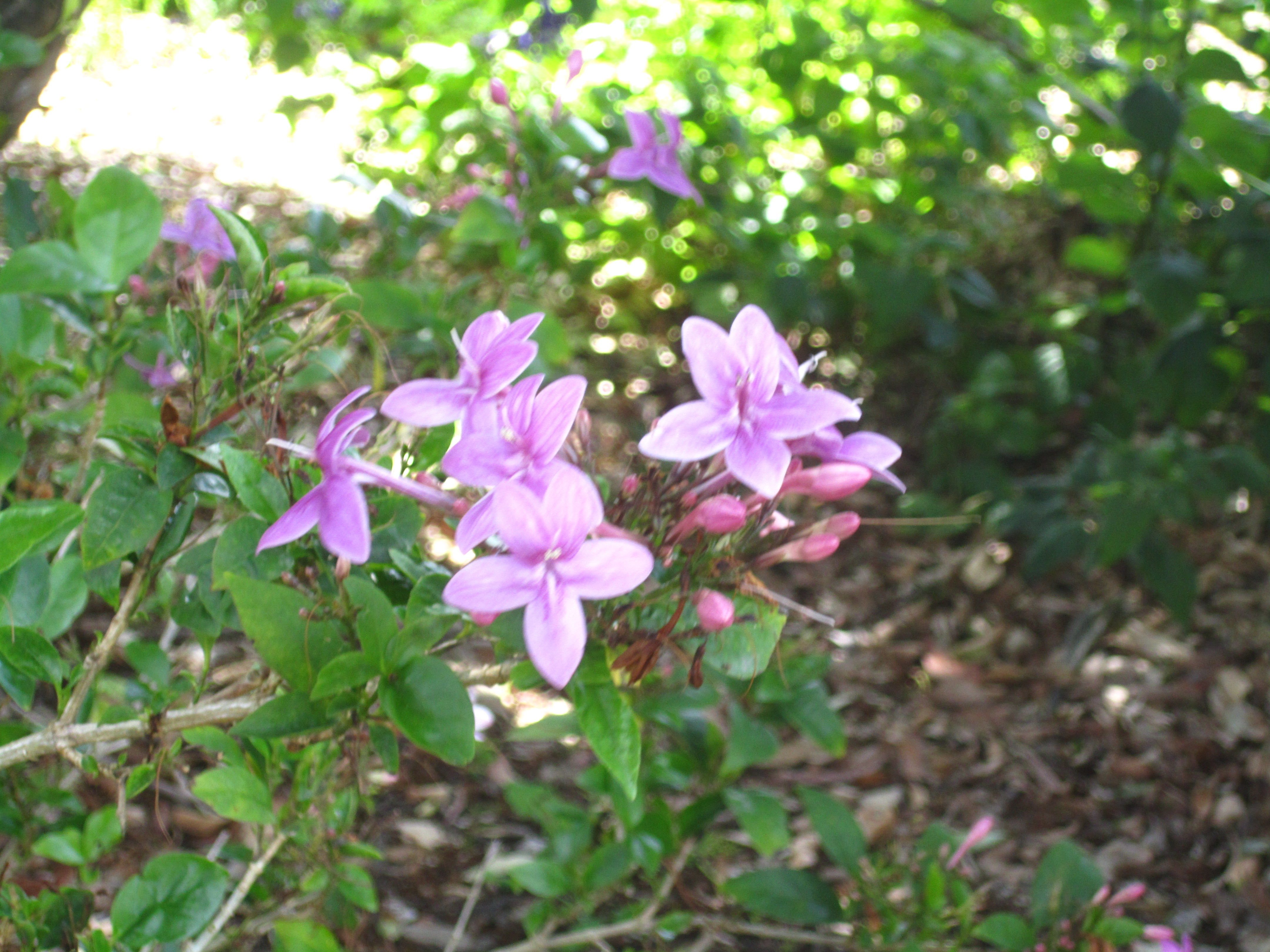